# Aeroportul Taizhou Luqiao
Aeroportul Taizhou Luqiao (IATA: HYN, ICAO: ZSLQ) este un aeroport din Luqiao District⁠(d), Taizhou⁠(d), Zhejiang, Republica Populară Chineză ce deservește zona Taizhou⁠(d). Aeroportul a fost tranzitat în 2022 de 927.298 de pasageri. A fost numit după zona deservită.
Aeroportul dispune de o singură pistă.